# 因特萊肯 (加利福尼亞州)
因特萊肯（英語：Interlaken）是位於美國加利福尼亞州聖塔克魯茲縣的一個人口普查指定地區。

## 地理
因特萊肯的座標為36°57′23″N 121°44′44″W / 36.95639°N 121.74556°W，而該地最高點為海拔高度39米（即128英尺）。

## 人口
根據2010年美國人口普查的數據，因特萊肯的面積為26.423平方千米，當中陸地面積為25.396平方千米，而水域面積為1.027平方千米。當地共有人口7321人，而人口密度為每平方千米277人。